# Butlerka
Butlerka – dawny zaścianek. Tereny, na których był położony, leżą obecnie na Białorusi, w obwodzie witebskim, w rejonie postawskim, w sielsowiecie Łyntupy.
Dawniej używana nazwa – Butlerowa Scheda.

## Historia
W czasach zaborów zaścianek w gminie Łyntupy, w powiecie święciańskim Imperium Rosyjskiego. W 1905 roku zaścianek liczył 15 mieszkańców, 32 dziesięciny, własność Kojry i Kiepielewa.
W dwudziestoleciu międzywojennym zaścianek leżał w Polsce, w województwie wileńskim, w powiecie święciańskim, w gminie Łyntupy.
W 1931 w 2 domach zamieszkiwało 13 osób.
Miejscowość należała do parafii rzymskokatolickiej w Łyntupach. Podlegała pod Sąd Grodzki w Łyntupach i Okręgowy w Wilnie; właściwy urząd pocztowy mieścił się w Łyntupach.